# Shōji Nishio

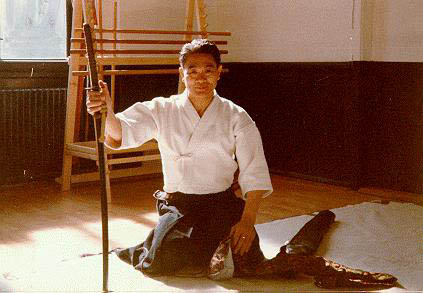
Shoji Nishio in Århus, Dänemark 1984

Shōji Nishio (jap. 西尾 昭二, Nishio Shōji; * 5. Dezember 1927 im Landkreis Shimokita, Präfektur Aomori; † 15. März 2005 in Tokio) war ein japanischer Aikidō-Lehrer.

## Kampfkunst
Zeitlebens widmete sich Shōji Nishio den Kampfkünsten. Im Alter von 15 Jahren wandte er sich 1942 dem Judo und ab 1950 auch dem Karate (Shizen Ryū) zu. Anfang der 1950er-Jahre kam Nishio in Kontakt mit Aikidō und wurde 1952 Schüler von Ueshiba Morihei und schließlich Shihan des Aikikai. Zudem erlernte er von 1955 an Iaidō und Jōdō (Shindo Muso-ryū). Seit 1955 unterrichtete er Aikidō zuerst in Japan, später auch in Europa z. B. in Dänemark und Deutschland. Er hatte den 8. Dan Aikidō (verliehen 1976), den 8. Dan Iaidō, den 7. Dan Karate und den 6. Dan Judo inne und erhielt Auszeichnungen für seinen Einsatz zur Verbreitung des Aikido.

### Aikidō Stil
Aus seiner Erfahrung in anderen Kampfkünsten entwickelte er den Aikidō-Stil Nishio-Ryū (auch Aikido Toho Iai), der Elemente vor allem des Iaido (auch des Karate) enthält und das Irimi-Prinzip des Aikido mittels frühzeitiger Atemi-Techniken betont.